# هانك وليامز (لاعب كرة سلة)
هانك وليامز (28 أبريل 1952 في الولايات المتحدة - ) (بالإنجليزية: Hank Williams)‏ هو لاعب كرة سلة أمريكي في مركز هجوم صغير الجسم. لعب مع يوتاه ستارز.

## وصلات خارجية
- هانك وليامز على موقع سبورتس رفرنس (الإنجليزية)
- هانك وليامز على موقع كلية كرة السلة في سبورتس رفرنس.كوم (الإنجليزية)
- هانك وليامز على موقع ريلجم (الإنجليزية)
- هانك وليامز على موقع بروبوليرز (الإنجليزية)